# Eriborus pleuroptyae
Eriborus pleuroptyae är en stekelart som beskrevs av Kusigemati och Tanaka 1992. Eriborus pleuroptyae ingår i släktet Eriborus och familjen brokparasitsteklar. Inga underarter finns listade i Catalogue of Life.